# Каракумский мост
Караку́мский мост (Караку́мовский мост) — пешеходный металлический ферменный мост через реку Быстрая Сосна в городе Ельце (Липецкая область). 

## История
Строительство высоководного Каракумского моста началось в 1931 году. Первые испытания состоялись 15 сентября 1933 года. Чуть позже по нему прошли автомобили исторического автопробега «Москва — Каракумы — Москва», в честь которого и был назван мост.
Длина Каракумского моста составила 198 м. Пролёты и фермы моста были деревянными. Быки (опоры моста) сложены частично из надгробных плит с городского кладбища, расположенного за Сосной. Этот мост стал первым постоянным автомобильным. Прежде берега Сосны соединяли лишь железнодорожный и затапливаемые наплавные мосты.
Во время войны мост был разрушен, а в 1943 году восстановлен по решению Государственного комитета обороны: он был стратегическим объектом, важным для снабжения войск во время  Курской битвы. Для восстановления использовали стальные опоры разобранного моста, привезённые из Крыма. 
После строительства нового, железобетонного, автомобильного моста-дублёра через Сосну (он открылся в 1977 году) Каракумский мост стал пешеходным. Когда дощатый настил моста, хотя и реконструированный в 1970-х годах, пришел в негодность, мост был закрыт.
В апреле 2005 года начались восстановительные работы: в частности, сохранившиеся со времен войны заклёпки заменены на болтовые соединения, уложено новое покрытие, мост очищен от ржавчины, покрашен. 4 ноября 2005 года Каракумский мост вновь открыли.

В монографии «Каракумовский мост. Елец» на основе большого архивного материала уточняются следующие сведения:
1.   Низководный Елецко-Сосненский мост до 1872 года был наплавной (плашкоутный), с 1872 года по 1958 год мост был свайный затапливаемый.
2.   Высоководный мост начали строить в 1918 году, но в 1919 отказались от этого. Повторно начали строить летом 1931 года.  В качестве чернорабочих работали заключённые Елецкого Домзака, крестьяне близлежащих сёл в качестве трудгужповинности доставляли к строящемуся мосту строительные материалы.
3.   Половодье 1932 года разрушило недостроенные быки.
4.   Торжественное открытие моста с проходом каракумской автоколонны прошло 27 сентября 1933 года, длина моста по настилу была 177,8 метра.
5.   В 1936 году на деревянных конструкциях моста были зафиксированы следы гнили, а в 1938 году мост был признан аварийным. Три руководителя Ельца вошли в сталинские расстрельные списки, один из пунктов их обвинения ‒ строительство Каракумовского моста из недоброкачественного материала: из древесины, заражённой грибком.
6.   К лету 1941 года для реконструкции Каракумовского были полностью доставлены в Елец в разобранном виде металлические фермы железнодорожного моста, доставлены из-под Сочи.
7.   Металлический Каракумовский мост вступил в действие 10 апреля 1942 года. Дважды летом этого же года повреждался во время фашистских авианалётов.
8.   Заброшенный Каракумовский мост стали восстанавливать в июле 2003 года.